# Wasita
Wāsiṭa (in arabo ﻭﺍﺳﻄـة‎?, lett. "intermediario", dalla radice araba <w-s-ṭ>, che significa "stare in mezzo") è il termine impiegato dalla dinastia fatimide (909-1171) per indicare il responsabile dell'esecuzione della volontà dell'Imam nel governo del Paese.
È dunque un perfetto sinonimo del termine d'origine persiana vizir che, a sua volta, costituì un'evoluzione del termine hajib, usato nelle corti omayyadi di Damasco e di Cordova.